# 502 Sigune
502 Sigune este un asteroid din centura principală, descoperit pe 19 ianuarie 1903, de Max Wolf.